# Elimia cahawbensis
Elimia cahawbensis là một loài ốc nước ngọt với một nắp, là động vật chân bụng sống dưới nước động vật thân mềm thuộc họ Pleuroceridae.
Đây là loài đặc hữu của Hoa Kỳ. Nó được đặt tên theo Cahaba, Alabama và sông Cahaba.

## Hình ảnh

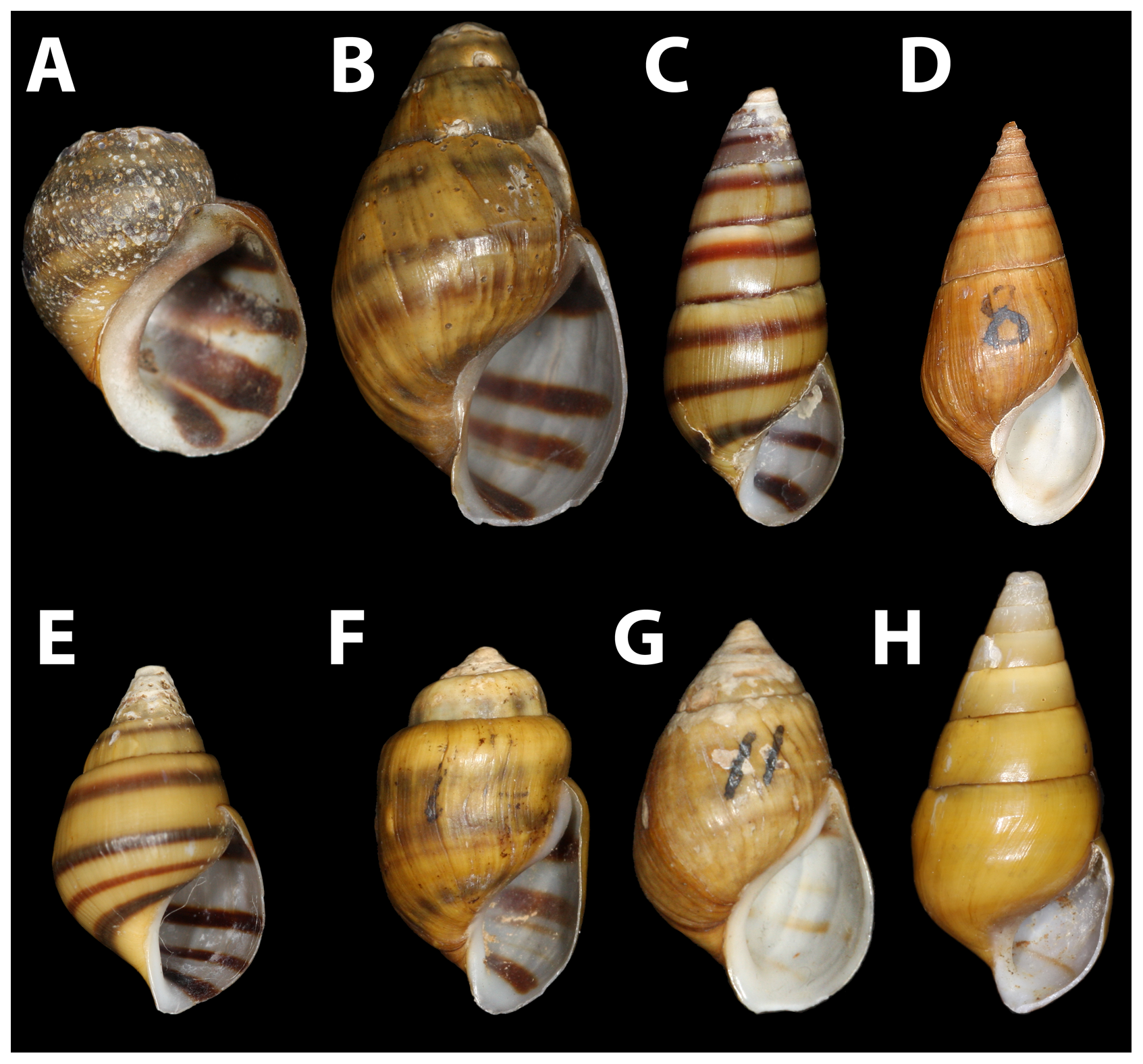